# نشان عقاب سپید (لهستان)
نشان عقاب سپید (لهستانی: Order Orła Białego) بالاترین نشان افتخار در کشور لهستان است که به شهروندان معمولی و نظامیان این کشور بابت شایستگی‌ها و لیاقت‌شان اعطا می‌شود.
این نشان نخستین بار به‌طور رسمی در ۱ نوامبر ۱۷۰۵ میلادی توسط آگوست دوم لهستان به هشت تن از نزدیک‌ترین حامیان و مأموران سیاسی‌اش اهدا شد.
این جایزه به شهروندان لهستانی یا عالی‌ترین مقام یک کشور خارجی اعطا می‌شود و یک روبان آبی‌رنگ دارد که از شانهٔ چپ به شانهٔ راست دریافت‌کننده الصاق می‌شود. پس از دریافت، فردی که این نشان رسمی را می‌گیرد، می‌تواند ستارهٔ آن را، به روی سینهٔ چپ خود الصاق کند.

## دریافت‌کنندگان
برخی از دریافت‌کنندگان این نشان افتخار به شرح زیر است:

### لهستانی
- ویسواوا شیمبورسکا
- آندری وایدا
- استانیسلاو لم
- آنا والنتینویچ
- ژان پل دوم
- لخ والسا
- الکساندر سوورف
- لشک بالتسروویتس
- ولادیسلاو بارتوشوسکی
- ویتولد لوتسواوسکی
- وینتسنتی ویتوس
- ایگناتسی موچیتسکی
- گابریل ناروتوویتس
- کریستف پندرسکی
- ویتولد پیلکی
- یوزف پیلسودسکی
- آندژی دودا
- ایوان گاشپاروویچ
- برونیسواف گرمک
- هنریک گورتسکی
- ولادیسلاو گراپسکی
- ولادیسلاو راچیکیویتس
- زبیگنیف خربرت
- ریشارت کاچوروفسکی
- ادوارد ریدز-اشمیگوی
- لخ کاچینسکی
- یان کارسکی
- لشک کولاکوفسکی
- برونیسلاو کوموروفسکی
- ایرنا سندلروا
- کازیمیرز سابات
- ولادیسلاو سیکورسکی
- الکساندر کواشنیوسکی
- یژی توروویچ

### خارجی
- عبدالله بن عبدالعزیز
- ادوارد فنچ آدامی
- والداس آدامکوس
- مارتی آهتیساری
- آکی‌هیتو
- آلبرت یکم بلژیک
- آلبرت دوم بلژیک
- ترایان باسسکو
- بئاتریکس هلند
- بوریس سوم (بلغارستان)
- آلگیرداس برازاوسکاس
- فرناندو هنریک کاردوسو
- کارل گوستاف شانزدهم سوئد
- ژاک شیراک
- کارلو آدزلیو چیامپی
- گاستون دومرگ
- الیزابت دوم
- فردیناند فوش
- وایرا ویکه-فریبرگا
- آرپاد گونتز
- هاکون هفتم نروژ
- تاریا هالونن
- هارالد پنجم نروژ
- واتسلاو هاول
- هیروهیتو
- فرانسوا اولاند
- آیون ایلیچسکو
- توماس هندریک ایلوس
- خوآن کارلوس اول اسپانیا
- امان‌الله شاه
- مائونو کویویستو
- واتسلاو کلاوس
- هلموت کوهل
- هورست کوهلر
- میلان کوچان
- آلبر لوبرن
- فرنتس مادل
- توماس مازاریک
- لنارت مری
- آلکساندر میلران
- رو مو هیون
- بنیتو موسولینی
- ناپلئون بناپارت
- نورسلطان نظربایف
- جورجو ناپولیتانو
- سائولی نینیسته
- ملکه پائولا (بلژیک)
- کونستانتین پاتس
- فیلیپ پتن
- فیلیپ بلژیک
- پیوس یازدهم
- ریمون پوانکاره
- یوهانس راو
- رونالد ریگان
- لاوری کریستیان رلاندر
- رضاشاه
- جورجی سامپایو
- امپراتریس می‌چیکو
- رودولف شوستر
- گرهارد شرودر
- هایله سلاسی
- آنیبال کاواکو سیلوا
- سیلویای سوئد
- لاسلو سولیوم
- ملکه سونیای نروژ
- پر اویند سوینهوفوود
- ویکتور امانوئل سوم
- توماس وودرو ویلسون
- امپراتور تایشو
- ویکتور یوشچنکو
- میلوش زمان